# Analog horror
L'analog horror (orrore analogico) è un sottogenere dell'horror e una propaggine della tecnica cinematografica del "found footage". Citato spesso come originario dei video su Internet dei primi anni 2010, l'analog horror è caratterizzato da grafica a bassa risoluzione, messaggi criptici e stili visivi che ricordano la televisione e le registrazioni analogiche alla fine del XX secolo (spesso ambientate tra gli anni '60 e anni '90).

## Caratteristiche
L'analog horror è comunemente caratterizzato dalla grafica a bassa fedeltà, messaggi criptici e stili visivi che ricordano la televisione di fine Novecento. Questa scelta ha il fine di adattarsi all'ambientazione, poiché le opere di questo sottogenere sono normalmente ambientate tra gli anni '60 e '90. È chiamato "analog horror" a causa della sua incorporazione estetica di elementi legati all'elettronica analogica, come la televisione analogica e il VHS, essendo quest'ultimo un metodo analogico di registrazione video.
L'analog horror è stato influenzato dai film horror di genere "found footage", come The Blair Witch Project e la versione originale di Hideo Nakata di The Ring. Inland Empire di David Lynch ha fortemente influenzato Petscop, un Alternate Reality Game simile all'analog horror.

## Storia
L'analog horror potrebbe essere considerato una forma o un discendente delle leggende metropolitane note come "creepypasta". Molte creepypasta hanno anticipato i temi e la presentazione dell'analog horror: tra questi, Ben Drowned e NES Godzilla Creepypasta, che presentavano filmati manipolati o inventati di media che, nella finzione del racconto, erano "infestati" da degli spiriti, e Candle Cove, una creepypasta del 2009 incentrata su una misteriosa trasmissione televisiva. Il sottogenere è tipicamente citato come originario dei video di Internet (principalmente di YouTube) della fine del 2010 e ha guadagnato una notevole popolarità con l'uscita di Local 58 di Kris Straub. La serie, che ebbe rapidamente successo, avrebbe poi ispirato opere come The Mandela Catalogue e The Walten Files. A dicembre del 2013, il canale YouTube polacco Kraina Grzybów anticipava molti temi portanti del genere, pubblicando video editati come un programma televisivo degli anni '90 contenenti immagini inquietanti e surreali.
Nel 2020 Netflix ha annunciato la serie horror Archive 81, che è simile all'analog horror ed è tratta dall'omonimo podcast analog horror. La serie è stata cancellata dopo una sola stagione, nonostante le recensioni positive.
Il 6 febbraio 2023, A24 ha annunciato di essere al lavoro su un adattamento cinematografico della serie analog horror The Backrooms, con il suo creatore Kane Parsons pronto a dirigerlo durante le sue vacanze estive. Roberto Patino scriverà la sceneggiatura e il film sarà prodotto da James Wan, Michael Clear di Atomic Monster Productions, Shawn Levy, Dan Cohen e Dan Levine di 21 Laps Entertainment.

## Esempi

### Local 58
Local 58 di Kris Straub è una serie di video di YouTube presentati come videoregistrazioni di una stazione televisiva che viene continuamente dirottata nel corso di diversi decenni. Sebbene non ci sia una trama principale in questa serie, ogni episodio sembra includere messaggi nascosti relativi al guardare la Luna o il cielo notturno, così come la Thought Research Initiative (TRI) nell'universo.
Local 58 è spesso accreditato di aver creato e/o reso popolare l'analog horror, inoltre la serie è responsabile della denominazione del genere attraverso il suo slogan "ANALOG HORROR AT 476 MHz" ("HORROR ANALOGICO A 476 MHz").

### The Mandela Catalogue
The Mandela Catalogue, creata da Alex Kister nel 2021, segue gli eventi nella contea fittizia di Mandela, nel Wisconsin, dove entità note come "sostituti" o "alternati" (alternates) hanno terrorizzato la comunità. Man mano che la serie continua, diventa evidente che c'è un aspetto sia paranormale che occulto nei sostituti, la cui storia risale a prima della nascita di Gesù.
Dai primi episodi, si vede l'Arcangelo Gabriele che è raffigurato come un antagonista, dicendo frasi come "Sono il vostro salvatore": nella religione cristiana l'adorazione di un angelo è eresia, questo può significare che l'Arcangelo Gabriele in questo universo sia un sostituto, oppure l'anticristo, dato che nel primo episodio nei sottotitoli di una parte di video c'è un paragrafo della Divina Commedia, precisamente in Inferno, Canto XXXIV, in cui Dante è davanti a Lucifero.

### Gemini Home Entertainment
Gemini Home Entertainment è una serie antologica horror di Remy Abode. È incentrata sull'omonimo Gemini Home Entertainment, un distributore fittizio di nastri VHS che descrivono in dettaglio numerosi incidenti anomali che si verificano in tutto il mondo, comprese le apparizioni di varie pericolose creature aliene negli Stati Uniti e un assalto in corso al Sistema Solare da parte di "The Iris", un pianeta interstellare senziente che ha inviato le entità sulla Terra come parte dei suoi sforzi per soggiogare il pianeta e l'umanità. La creatura del "woodcrawler" nella serie è fortemente ispirata alle mitologie dei nativi americani degli skinwalker e del wendigo.

### The Monument Mythos
The Monument Mythos (stilizzato come THE MONUMENT MYTHOS) è una serie analog horror creata da Alex Casanas. Essa fa un uso massiccio dell'horror lovecraftiano e del cospirazionismo. Segue due linee temporali alternative fittizie e collegate, nello stile dell'hyperlink cinema. Il nome deriva dall'indagine della famiglia fittizia Arnoldson su degli strani avvenimenti nei pressi di monumenti nazionali degli Stati Uniti.
The Monument Mythos è una critica agli Stati Uniti e contiene riferimenti a eventi storici contemporanei.

### The Smile Tapes
The Smile Tapes (stilizzato come The SMILE Tapes) è una serie analog horror creata da Patorikku nel 2021. La storia è ambientata a metà degli anni '90 negli Stati Uniti e ruota attorno a una nuova droga fittizia in circolazione sul mercato nero chiamata "SMILE". L'uso del farmaco ha indotto un comportamento violento nei suoi utenti e li ha fatti ridere e sorridere in modo incontrollabile. La serie è stata ispirata dal fungo Ophiocordyceps unilateralis, una specie di fungo nota per infettare le formiche e alterarne il comportamento.

### Vita Carnis
"Vita Carnis", serie creata dall' artista Darian Quilloy, è una Serie Analog horror che tratta di una nuova specie animale, chiamata "Carnis"
che ha iniziato a popolare il Pianeta Terra intorno agli anni Trenta del novecento.
Le 7 specie, sembrano derivare dal Crawl,
una specie di "pianta" rampicante rossa con vene ed arterie. 
Le specie variano dall' essere potenzialmente utili, come fonte di energia rinnovabile ed addirittura cibo (preso d'esempio il Crawl)
all' essere potenzialmente pericolose per la specie umana, essendo la carne umana  parte integrale dell' alimentazione di alcuni di essi.
Ad esempio il Mimic, la cui dieta è interamente basata sulla carne umana.